# Красна Горка (Калінінградська область)
Красна Горка (рос. Красная Горка) — селище Черняховського району, Калінінградської області Росії. Входить до складу Каменського сільського поселення.
Населення —  65 осіб (2015 рік). 

## Населення
| 2002 | 2010 |
| ---- | ---- |
| 67   | ↘65  |